# Adell (Wisconsin)
Adell ist eine Gemeinde (mit dem Status „Village“) im Sheboygan County im US-amerikanischen Bundesstaat Wisconsin. Im Jahr 2020 hatte Adell 498 Einwohner.

## Geografie
Adell liegt im Südosten Wisconsins, rund 17 km westlich des Michigansees.
Die geografischen Koordinaten von Adell sind 43°37′09″ nördlicher Breite und 87°57′07″ westlicher Länge. Das Gemeindegebiet erstreckt sich über eine Fläche von 1,48 km² und wird von der Town of Sherman umgeben, ohne dieser anzugehören.
Nachbarorte von Adell sind Waldo (7,3 km nördlich), Hingham (4,4 km nordöstlich), Oostburg (14 km östlich), Cedar Grove (16 km südöstlich), Random Lake (9,7 km südlich) und Cascade (8,3 km nordwestlich).
Die nächstgelegenen größeren Städte sind Green Bay (112 km nördlich), Appleton (99,6 km nordnordwestlich), Wisconsins Hauptstadt Madison (152 km südwestlich), Wisconsins größte Stadt Milwaukee (67,8 km südlich) und Chicago in Illinois (213 km in der gleichen Richtung).

## Verkehr
Der vierspurig ausgebaute Wisconsin State Highway 57 verläuft in Nord-Süd-Richtung entlang der östlichen Gemeindegrenze von Adell. Alle weiteren Straßen sind untergeordnete Landstraßen, teils unbefestigte Fahrwege sowie innerörtliche Verbindungsstraßen.
Durch Adell verläuft parallel zum WIS 57 eine Eisenbahnlinie für den Frachtverkehr der Wisconsin and Southern Railroad (WSOR).
Mit dem Sheboygan County Memorial Airport befindet sich 22 km nordöstlich ein kleiner Flugplatz. Die nächsten Verkehrsflughäfen sind der Austin Straubel International Airport in Green Bay (117 km nördlich) und der Milwaukee Mitchell International Airport in Milwaukee (77,9 km südlich).

## Geschichte
Die ersten weißen Siedler kamen im Jahr 1848, als hier eine Eisenbahnstation errichtet wurde. Ursprünglich trug die Siedlung den Namen Sherman, der 1890 in den heute noch gültigen Namen Adell geändert wurde. Im gleichen Jahr wurde eine Poststation eingerichtet. Im Jahr 1918 wurde die Siedlung aus der Town of Sherman herausgelöst und als Village of Adell inkorporiert.

## Bevölkerung
Nach der Volkszählung im Jahr 2010 lebten in Adell 516 Menschen in 210 Haushalten. Die Bevölkerungsdichte betrug 348,6 Einwohner pro Quadratkilometer. In den 210 Haushalten lebten statistisch je 2,46 Personen.
Ethnisch betrachtet setzte sich die Bevölkerung zusammen aus 95,3 Prozent Weißen, 0,2 Prozent (eine Person) Afroamerikanern, 0,2 Prozent amerikanischen Ureinwohnern, 1,9 Prozent Asiaten sowie 0,4 Prozent aus anderen ethnischen Gruppen; 1,9 Prozent stammten von zwei oder mehr Ethnien ab. Unabhängig von der ethnischen Zugehörigkeit waren 3,5 Prozent der Bevölkerung spanischer oder lateinamerikanischer Abstammung.
23,3 Prozent der Bevölkerung waren unter 18 Jahre alt, 61,0 Prozent waren zwischen 18 und 64 und 15,7 Prozent waren 65 Jahre oder älter. 49,0 Prozent der Bevölkerung waren weiblich.
Das mittlere jährliche Einkommen eines Haushalts lag bei 39.583 USD. Das Pro-Kopf-Einkommen betrug 25.158 USD. 10,8 Prozent der Einwohner lebten unterhalb der Armutsgrenze.

## Bekannte Bewohner
- Hildegarde Sell (1906–2005) – Kabarett-Sängerin – geboren in Adell